# Route nationale 769
Die Route nationale 769, kurz N 769 oder RN 769, war eine französische Nationalstraße, die von 1933 bis 1973 zwischen einer Kreuzung mit der ehemaligen Nationalstraße 159 in Bouessay und Château-Gontier verlief. Ihre Länge betrug 25 Kilometer.